# Lucius Roth
Lucius Roth OSB (* 19. Februar 1890 in Weichtungen; † 3. Oktober 1950 in Pjöngjang, Nordkorea) war ein deutscher römisch-katholischer Geistlicher, Ordensmann, Missionar und Märtyrer.

## Leben
Konrad Roth stammte aus Unterfranken. Wegen seiner besonderen Begabung wurde er von einem Priester privat unterrichtet, besuchte das Gymnasium des Klosters St. Ottilien der Benediktinerkongregation von St. Ottilien und machte 1909 Abitur am Humanistischen Gymnasium in Günzburg. Er trat noch im selben Jahr in den Orden ein. Am 16. Oktober 1910 legte er unter dem Ordensnamen Lucius die erste Profess sowie am 16. Oktober 1913 die ewige Profess ab. Er studierte in Rom und München und wurde in Rom zum Doktor der Theologie promoviert. Am 5. Juli 1914 wurde er zum Priester geweiht. Dann war er bis 1924 in München Sekretär des Apostolischen Nuntius und späteren Papstes Eugenio Pacelli.
Am 17. August 1924 ging er als Stationsoberer nach Korea in die Missionsstation Wŏnsan und 1927 als Prior in das neu gegründete Missions-Kloster Tokwon. 1936 veröffentlichte er eine frühe Grammatik der Koreanischen Sprache. Nach der Besetzung des Klosters durch die koreanische kommunistische Geheimpolizei am 10. Mai 1949 kam er zusammen mit Bischof Bonifatius Sauer in das Gefängnis von Pjöngjang und wurde dort Anfang Oktober 1950 hingerichtet.
Pater Roths jüngere Schwester (* 1894) wirkte unter dem Ordensnamen Ositha als  Missions-Benediktinerin von Tutzing in Brasilien.

## Veröffentlichungen
- Grammatik der Koreanischen Sprache. Tokwon 1936. Seoul 1979 (Yŏktae Han'guk munpŏp taegye).
- Han-moun. Hilfsbuch zur Grammatik der koreanischen Sprache. Tokwon 1937.

## Gedenken
Die Römisch-katholische Kirche in Deutschland hat Pater Dr. Lucius (Konrad) Roth als Märtyrer in das deutsche Martyrologium des 20. Jahrhunderts aufgenommen.